# Roméo et Juliette
Romeo and Juliet
Pour les articles homonymes, voir Roméo et Juliette (homonymie).
Roméo et Juliette (Romeo and Juliet) est une tragédie de William Shakespeare. Écrite vers le début de sa carrière, elle raconte l'histoire de deux jeunes gens, Roméo Montaigu et Juliette Capulet, qui s'aiment malgré la haine que se vouent leurs familles et connaissent un destin funeste.
La pièce s'inscrit dans une tradition d'histoires d'amour tragiques remontant à l'Antiquité. Son intrigue est issue d'un conte italien de Luigi da Porto traduit en anglais et en vers par Arthur Brooke en 1536 sous le titre The Tragical History of Romeus and Juliet. En 1582, William Painter en propose une version en prose dans son Palace of Pleasure. Shakespeare emprunte aux deux mais il approfondit l'intrigue en développant les personnages secondaires, notamment Mercutio et le comte Pâris. Probablement rédigée entre 1591 et 1595, la pièce est publiée pour la première fois en in-quarto en 1597. Cette première édition, de mauvaise qualité, est supplantée par les éditions ultérieures qui respectent davantage le texte original de Shakespeare.
La pièce témoigne du talent naissant du dramaturge, notamment dans la structure (les scènes comiques et tragiques alternent pour accroître la tension), le développement des personnages mineurs et des intrigues secondaires. Chaque personnage se voit attribuer une forme poétique particulière, qui peut varier au fil du temps : ainsi Roméo devient-il davantage adepte du sonnet au fil de la pièce.
Roméo et Juliette a connu de nombreuses adaptations au théâtre, au cinéma, à l'opéra ou en comédie musicale. Les versions de William Davenant au XVIIe siècle et David Garrick au XVIIIe siècle prennent de grandes libertés avec l'œuvre de Shakespeare en censurant des passages jugés contraires aux bonnes mœurs, et ce n'est qu'à partir du milieu du XIXe siècle que la pièce commence à être mise en scène de nouveau dans son texte d'origine. Le XXe siècle donne naissance à des adaptations aussi diverses que les films de George Cukor (1936) ou Franco Zeffirelli (1968), la comédie musicale West Side Story (1957) ou encore le Roméo + Juliette de la « génération MTV » réalisé par Baz Luhrmann (1996).

## Personnages

### Maison princière de Vérone
Escalus

Roméo et Juliette par Frank Bernard Dicksee (1884).

C'est le seigneur de Vérone. Il est exaspéré par la querelle des deux familles et s'efforce de mettre fin aux combats. Il inflige dans ce but, des peines de plus en plus lourdes aux protagonistes. Il est dans un sens responsable de la tragédie étant donné que c'est lui qui, après la mort de Mercutio et de Tybalt, décrète l'exil de Roméo. Il est le témoin de la réconciliation des deux familles et enterre l'amour de Roméo et Juliette en prononçant les derniers mots de la tragédie.
Pâris
Noble de Vérone apparenté aux Capulet. Il tombe amoureux de Juliette et, voyant là un bon parti, demande sa main à son père. Il obtient l'autorisation de lui faire la cour. Il aurait certainement réussi si sa bien-aimée n'avait aimé Roméo. À la mort de Juliette, il vient lui rendre hommage dans le tombeau où il périt de la main de Roméo.
Mercutio
Ami de Roméo, jeune noble de Vérone. Il ne semble appartenir à aucune des deux familles mais est un parent du prince Escalus. Le fait que Roméo venge sa mort lui vaut de ce fait un jugement juste et non la peine de mort. Fantasque, drôle et insouciant, il joue dans la pièce le rôle du bouffon, du poète. Il y introduit des moments de légèreté et de lyrisme. Il est, involontairement, un des points de départ de la tragédie étant donné que c'est sa mort qui entraînera l'exil de Roméo. Lors d'un combat avec Tybalt, le cousin de Juliette, Roméo s'interpose mais Tybalt frappe quand même Mercutio et le tue.

### MaisonCapulet
Capulet
Chef de l'une des deux familles rivales de Vérone, il est présenté selon divers angles tout au long de la pièce : d'abord comme un vieillard à la limite du gâtisme, ensuite, comme un tyran domestique, enfin, comme un homme de bien. Pour un Capulet, il fait preuve d'une certaine tolérance à l'égard de Roméo. Son orgueil et son besoin d'autorité passent avant toutes choses. Il éprouve néanmoins énormément d'amour à l'égard de sa fille, comme il le montrera à la fin de la pièce, devant son corps. Son revirement permanent d'attitude en fait parfois un personnage presque grotesque et caricatural, mais à qui on ne peut retirer une certaine grandeur tragique dans les dernières scènes.
Lady Capulet
Son épouse, elle n'a pas de rôle précis dans l'histoire.
Juliette

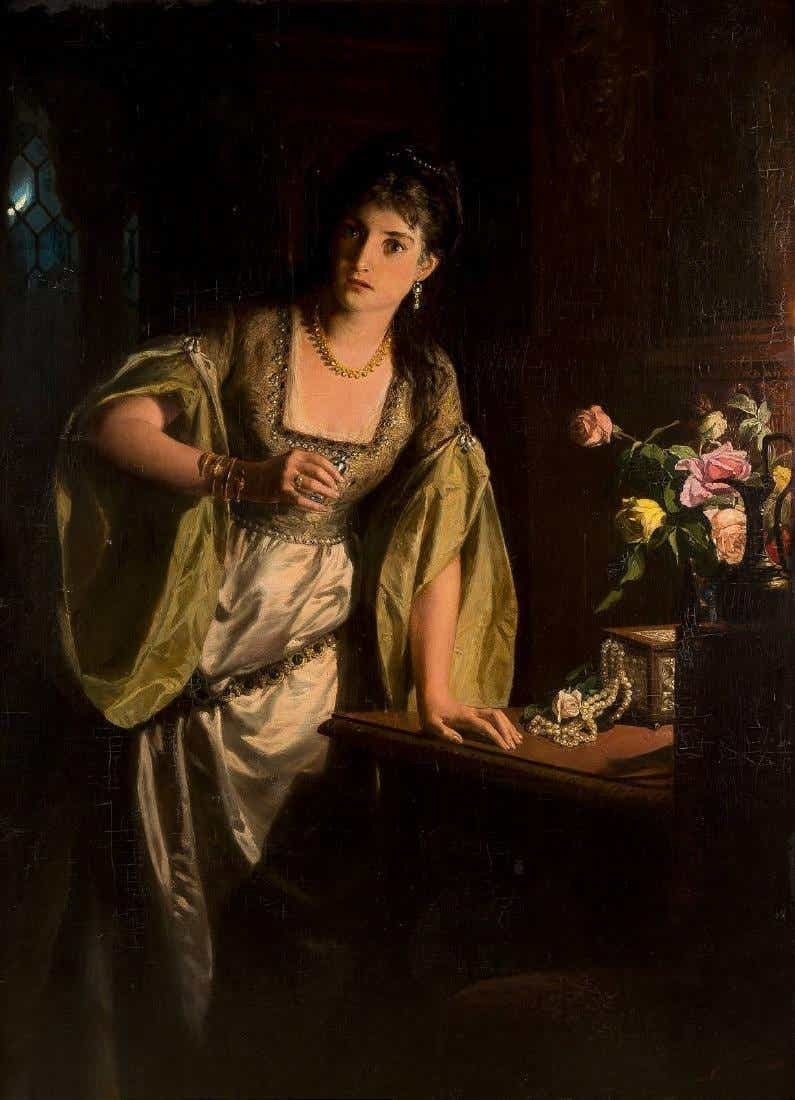
Juliette juste avant l'ingestion de la potion par Albert Tschautsch.

Adolescente dont la mère et la nourrice soulignent qu'elle fêtera ses quatorze ans dans deux semaines, elle est la seule héritière du vieux Capulet. Promise au comte Pâris, elle est néanmoins follement amoureuse de Roméo et voudrait lui être unie par les liens du mariage. Elle est déchirée entre l'amour qu'elle porte à Roméo et l'indéniable affection qu'elle porte à son cousin Tybalt. Elle restera néanmoins toujours fidèle à Roméo, même lors de son exil. Elle obtiendra du frère Laurent une potion la faisant passer pour morte de manière à éviter son mariage avec Pâris et se réveillera dans la crypte à côté du cadavre de Roméo. Découvrant cela, elle se donnera la mort.
Tybalt
Le cousin de Juliette.
Rosaline
La cousine de Juliette et aimée par Roméo au début mais elle le repousse.
La nourrice
C'est elle qui a élevé Juliette, l'a nourrie lorsqu'elle était bébé. Elle est devenue au fil des années sa confidente et joue de ce fait le rôle de messager entre Juliette et Roméo. Sa solidarité a cependant des limites et elle n'hésite pas à prendre la position de la mère Capulet, ne faisant donc aucune différence entre Roméo et Pâris. Elle porte beaucoup d'amour à Juliette, et s'interposera lorsque son père insultera cette dernière. Elle est, elle aussi, à la base de quelques scènes de légèreté dans la tension dramatique de la pièce.

### Maison Montaigu
Montaigu
Patriarche de la Maison.
Lady Montaigu
Son épouse et la mère de Roméo. Elle est en admiration devant son fils, et elle déteste, comme la mère de Juliette, cette haine qui déchire les deux familles.
Roméo
Fils et héritier du père Montaigu, il bénéficie d'une excellente réputation et même du respect du vieux Capulet. Amoureux dans un premier temps de Rosaline, la cousine de Juliette, il s'éprend ensuite de cette dernière au premier regard lors de la fête des Capulets. Ils sont mariés par le frère Laurent dans le plus grand secret. En attendant sa nuit de noces, il tue Tybalt dans une bagarre pour venger son ami Mercutio. Exilé de Vérone à la suite de ce geste, il obtient néanmoins le pardon de Juliette et fuit la ville. Apprenant plus tard la prétendue mort de Juliette, il se méprend et va se donner la mort dans le tombeau, au côté de Juliette.
Benvolio
Cousin et ami de Roméo.
Abraham et Balthazar
Serviteurs.

### Autres personnages
Frère Laurent
Moine et prêtre, il est le confesseur de Roméo, celui vers qui ce dernier se tourne lorsqu'il a des problèmes. Il accepte de le marier à Juliette dans l'espoir d'une réconciliation entre les deux familles. C'est aussi lui qui, par la suite, empêche Roméo de se donner la mort et le convainc d'accepter son exil. Il donne à Juliette désespérée le moyen de rejoindre Roméo, la potion qui la fera passer pour morte. C'est un des personnages les plus ambigus, plus proche de l'alchimiste du XVIe siècle que du prêtre.
Frère Jean
Moine.
Un apothicaire
Il vend du poison à Roméo.
Un chœur
Il lit le prologue des deux premiers actes.

## Résumé
La rivalité qui oppose les Capulet et les Montaigu ensanglante toute la ville de Vérone, au grand dam du prince Escalus. Roméo, héritier des Montaigu et follement amoureux de Rosaline, s'adonne à la mélancolie la plus noire car elle le repousse.
Pour le consoler, ses amis Benvolio et Mercutio le persuadent de s'inviter incognito à la fête que les Capulet donnent en l'honneur de leur fille, Juliette ; Roméo accepte puisque Rosaline y sera.
Pour Juliette, persuadée par sa mère et sa nourrice, le bal sera l'occasion de rencontrer un possible futur époux, même si Capulet n'est pas pressé de marier sa fille. Au cours de ce bal, Juliette remplace totalement Rosaline dans le cœur de Roméo.
Roméo entre dans la maison des Capulet pour apercevoir Juliette. Lorsqu'elle apparaît à sa fenêtre Juliette, pensant être seule, proclame son amour fou pour Roméo. Il lui déclare alors le sien.
Roméo consulte son confesseur, le franciscain Frère Laurent, afin de l'informer de son amour et de celui de Juliette. Ce dernier déplore l'inconstance de Roméo mais voit en ce mariage avec Juliette, proposé par Roméo, l'espoir de réconcilier les Capulet et les Montaigu.
Roméo fait dire à Juliette, par le biais de la nourrice, qu'elle prétexte se confesser pour se rendre chez le Frère Laurent, qui pourra célébrer leur mariage en secret.
Désormais son époux, Roméo refuse de se battre en duel contre Tybalt, cousin de Juliette. Tybalt l'insulte. Mercutio prend alors la place de Roméo qui, en s'interposant, est involontairement responsable de la blessure qui tue son ami. Désespéré, il tue Tybalt pour venger Mercutio. Le prince décide alors de bannir Roméo : « Et pour cette offense, nous l'exilons sur-le-champ ».
Juliette, accablée par la nouvelle de cet exil (annoncée par la nourrice), réussit à passer une nuit de noces avec Roméo avant qu'il ne prenne le chemin de l'exil à Mantoue. Mais ses parents ont décidé de hâter l'union de Juliette avec le comte Pâris. Juliette s'y refuse, provoquant la colère de Lord et Lady Capulet. Elle se rend alors dans la cellule du Frère Laurent pour obtenir son aide.
Le Frère Laurent propose à Juliette de prendre une potion qui lui donnera l'apparence de la mort pendant 42 heures. Elle sera alors déposée dans le caveau des Capulets et Roméo, prévenu par une lettre, viendra la rejoindre et l'en fera sortir.
Le matin, la nourrice découvre Juliette inanimée et tous se lamentent. Les obsèques se déroulent selon le plan du Frère Laurent.

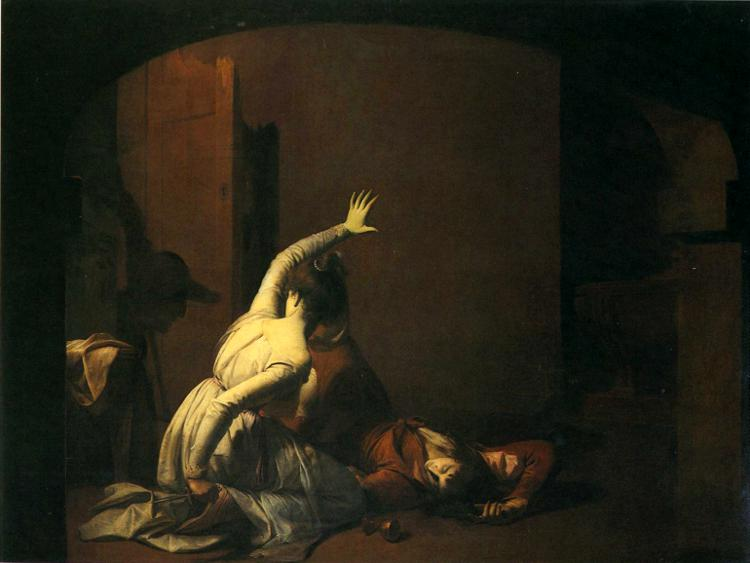
La Scène du tombeau, par Joseph Wright of Derby (1790).

Une épidémie de peste empêche cependant le frère Jean, messager du Frère Laurent, de porter sa lettre à Roméo ; seule la nouvelle de la mort de Juliette, venue de Balthazar, parvient jusqu'à lui. Il revient à Vérone, résolu à mourir sur la tombe de sa jeune épouse. Il y croise le comte Pâris, venu porter des fleurs à feue sa fiancée. Le comte provoque Roméo en duel et se fait tuer. Roméo entre dans la crypte et fait ses adieux à Juliette, avant d'avaler une fiole de poison donnée par un apothicaire. Le Frère Laurent découvre horrifié son corps sans vie. Juliette se réveille alors et comprenant que Roméo est mort, lui donne un dernier baiser avant de se tuer avec sa dague.
Le prince Escalus, Montaigu (dont la femme est morte de chagrin pendant la nuit) et les deux époux Capulet se retrouvent dans le cimetière. Frère Laurent leur raconte alors la véritable histoire des deux amants. Balthazar apporte pour preuve une lettre que Roméo a écrite avant d'aller voir Juliette au cimetière. Les deux familles se réconcilient à l'initiative de Capulet et Montaigu déclare vouloir élever une statue en or à la mémoire de leurs enfants.

## Sources

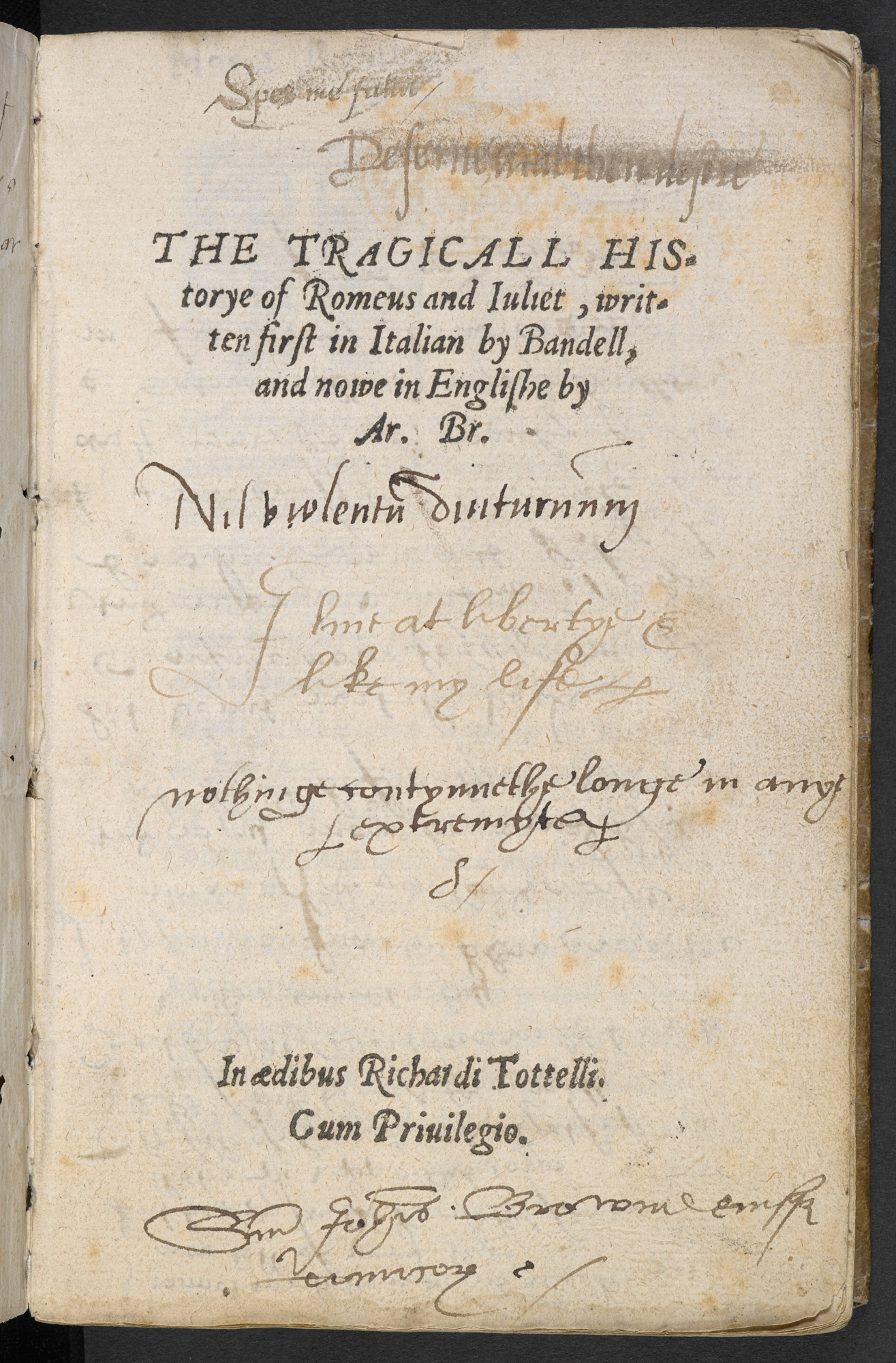
Page de titre du poème Romeus and Juliet d'Arthur Brooke.

Roméo et Juliette puise ses origines dans une série d'histoires d'amour tragiques remontant à l'Antiquité, comme le mythe de Pyrame et Thisbé relaté dans les Métamorphoses d'Ovide au Ier siècle, où apparaît l'idée que les parents des deux amants se haïssent, et que le héros croit à tort sa bien-aimée morte. La pièce présente également des points communs avec les Éphésiaques de Xénophon d'Éphèse, rédigées au IIIe siècle, comme la séparation des amants et la présence d'une potion induisant un sommeil ressemblant à la mort.
Les noms des familles rivales, Capuleti et Montecchi, apparaissent au XIVe siècle dans la Divine Comédie de Dante, au chant VI du Purgatoire, mais seuls les Montaigus sont de Vérone. Les Capulets sont de Crémone, et la rivalité entre les deux maisons s'inscrit dans le conflit entre guelfes et gibelins dans toute la Lombardie, mais Dante n'associe aucune histoire d'amour à cette rivalité.
Une première ébauche de l'intrigue apparaît en 1467 dans la nouvelle Mariotto et Ganozza de Masuccio Salernitano, dont l'action se déroule à Sienne. Cette version inclut plusieurs éléments narratifs qui se retrouvent chez Shakespeare : le mariage secret, le moine complice, l'échauffourée qui cause la mort d'un citoyen important, l'exil de Mariotto, le mariage forcé de Gianozza, la potion, et la perte du message crucial. À la fin, Mariotto est capturé et exécuté et Gianozza meurt de chagrin.
Luigi da Porto adapte l'intrigue sous le titre Giulietta e Romeo dans son Historia novellamente ritrovata di due Nobili Amanti, publiée en 1530. Da Porto s'inspire de l'histoire de Pyrame et Thisbée, ainsi que du Décaméron de Boccace, et donne à l'histoire un certain nombre de ses caractéristiques définitives : les noms des amants et leur sort final, la rivalité entre Montecchi et Capuleti, et le cadre véronais. Il introduit également les personnages qui deviendront Mercutio, Tybalt (en) et Pâris sous la plume de Shakespeare. Da Porto présente l'histoire comme authentique et ayant eu lieu sous le règne de Bartolomeo II della Scala, à la fin du XIVe siècle.
En 1554, Mathieu Bandello publie le second volume de ses Novelle (en français Nouvelles), dans lequel figure sa version de Giulietta e Romeo. Il met l'accent sur la dépression de Roméo au début de l'intrigue et sur la querelle entre les deux familles et introduit les personnages de la nourrice et de Benvolio. Cette histoire est traduite en français par Pierre Boaistuau en 1559, dans le premier volume de ses Histories tragiques ; sa version est plus moralisatrice et sentimentale, et ses personnages n'hésitent pas à se lancer dans de grandes envolées rhétoriques.
Le poème narratif d'Arthur Brooke The Tragical History of Romeus and Juliet (1562) est une traduction fidèle de Boaistuau, adaptée pour correspondre en partie au Troilus and Criseyde de Geoffrey Chaucer. À l'époque, le public est friand de contes italiens, et de nombreux auteurs et dramaturges publient des textes inspirés des Novelle italiennes. Shakespeare ne fait pas exception : Le Marchand de Venise, Beaucoup de bruit pour rien, Tout est bien qui finit bien, Mesure pour mesure et Roméo et Juliette s'inspirent toutes des Novelle. Cette dernière est essentiellement une adaptation théâtrale de la dramatisation de Brooke : Shakespeare suit de près le poème, mais approfondit les personnages, notamment la nourrice et Mercutio. Il est possible qu'il ait connu The Palace of Pleasures, un recueil de contes italiens édité par William Painter en 1567. Ce recueil comprend une version en prose de l'histoire de Roméo et Juliette intitulée « The goodly History of the true and constant love of Rhomeo and Julietta ».

## Date de composition et éditions

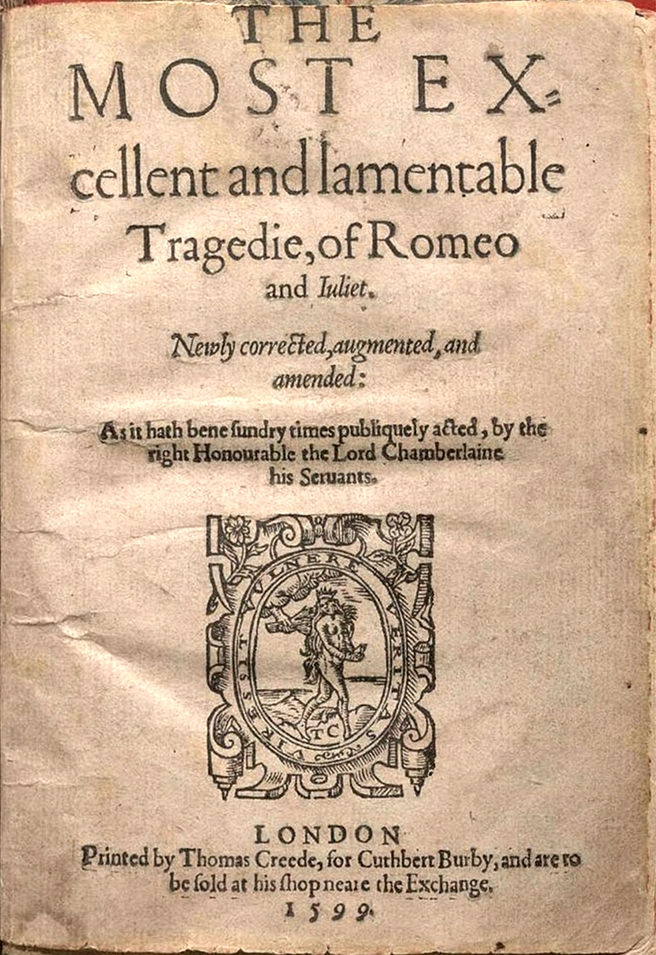
Page de titre du Second Quarto de Roméo et Juliette, publié en 1599.

La date exacte de rédaction de Roméo et Juliette n'est pas connue et ne peut qu'être déduite. La nourrice de Juliette évoque un tremblement de terre qui aurait eu lieu onze ans auparavant. Il pourrait s'agir d'une référence au tremblement de terre du 6 avril 1580 qui a frappé le sud de l'Angleterre et le nord de la France, auquel cas ce passage daterait de 1591, mais d'autres tremblements de terre survenus en Angleterre ou à Vérone pourraient indiquer d'autres dates. Les ressemblances stylistiques entre Roméo et Juliette et Le Songe d'une nuit d'été, ainsi que d'autres pièces généralement datées de 1594-1595 comme Peines d'amour perdues et Richard II, semblent indiquer que la rédaction de cette tragédie a pris place entre 1591 et 1595. Il est possible d'imaginer que Shakespeare a esquissé une première mouture de la pièce en 1591 avant de la remanier en 1595.
Roméo et Juliette a connu deux éditions au format in-quarto avant la parution du Premier Folio, en 1623. Ces deux éditions sont communément appelées Q1 et Q2. La première édition, Q1, est imprimée par John Danter au début de 1597. Du fait des nombreuses différences entre ce texte et les éditions ultérieures, elle est souvent qualifiée de « mauvais quarto » ; au XXe siècle, l'éditeur T.J.B. Spencer y voit une reconstitution médiocre issue des souvenirs incomplets d'un ou deux acteurs, envisageant qu'il s'agisse d'une édition pirate. Il est également possible que ses défauts soient dus à d'importantes modifications apportées au texte par la compagnie théâtrale qui l'interprète, chose courante à l'époque. Quoi qu'il en soit, cette publication au début de l'année 1597 fait de 1596 la date la plus tardive possible de composition de la pièce.
La version Q2, de meilleure qualité, est intitulée The Most Excellent and Lamentable Tragedie of Romeo and Juliet. Elle est imprimée en 1599 par Thomas Creede et publiée par Cuthbert Burby. Plus longue d'environ 800 vers que Q1, sa page de titre la décrit comme « récemment corrigée, développée et amendée ». Étant donné qu'elle présente plusieurs bizarreries, comme des personnages qui changent de nom et des « faux départs », probablement rayés par l'auteur dans son manuscrit mais conservés à tort par l'imprimeur, les spécialistes estiment que Q2 se base sur les brouillons de Shakespeare (ses « foul papers »), datant d'avant la première interprétation de la pièce. Il s'agit néanmoins d'un texte plus complet et plus fiable que Q1, qui a été réimprimé en 1609 (Q3), en 1622 (Q4) et en 1637 (Q5). En fait, toutes les éditions ultérieures de Roméo et Juliette, qu'elles soient en in-quarto ou en in-folio, partent de Q2. Lorsqu'elles s'en écartent, c'est plus probablement à cause de l'éditeur ou de l'imprimeur que de Shakespeare.
Le texte du Premier Folio de 1623 reprend en majeure partie celui de Q3, avec des clarifications et corrections provenant peut-être d'un livret théâtral ou de Q1,. D'autres éditions de la pièce au format in-folio voient le jour en 1632 (F2), en 1664 (F3) et en 1685 (F4). Les versions modernes, qui prennent en compte plusieurs in-folios et in-quartos, apparaissent avec l'édition de Nicholas Rowe (1709), suivie de celle d'Alexander Pope (1723). Pope est le premier à corriger le texte de la pièce pour y ajouter des informations (notamment des indications scéniques) absentes de Q2, mais présentes dans Q1. Cette démarche se poursuit durant la période romantique ; des éditions entièrement annotées apparaissent à l'ère victorienne et continuent à être produites aujourd'hui, le texte de la pièce y étant accompagné de notes de bas de pages présentant les sources et éléments culturels qui la sous-tendent.

## Thèmes et motifs
La pièce ne possède pas de thème unique dominant clairement défini. Ont été proposés : la découverte par les personnages que les êtres humains ne sont ni totalement bons ni totalement mauvais, l'éveil et la fin du rêve, les dangers d'actes précipités, ou la puissance du destin. Aucun de ces thèmes ne fait consensus chez les critiques, mais il est clair que la pièce comprend plusieurs thèmes mineurs qui s'entrelacent de manière complexe.

### L'amour

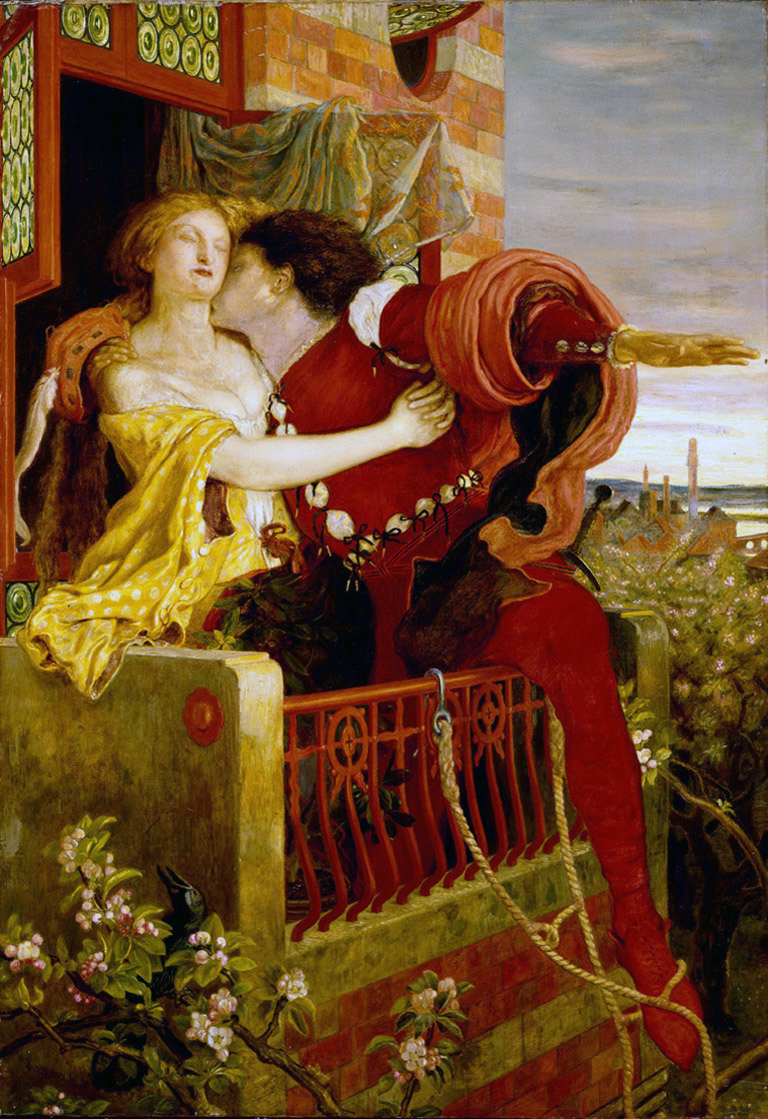
Roméo et Juliette par Ford Madox Brown (1870).

« Romeo
If I profane with my unworthiest hand
This holy shrine, the gentle sin is this:
My lips, two blushing pilgrims, ready stand
To smooth that rough touch with a tender kiss.

Juliet
Good pilgrim, you do wrong your hand too much,
Which mannerly devotion shows in this;
For saints have hands that pilgrims' hands do touch,
And palm to palm is holy palmers' kiss. »

On considère parfois que Roméo et Juliette n'a aucun thème général hormis celui de l'amour de jeunesse. Les personnages éponymes sont devenus l'archétype des amants maudits. Un sujet aussi évident a incité les critiques à étudier le langage et le contexte historique qui sous-tendent cette romance.
Lors de leur première rencontre, Roméo et Juliette emploient des métaphores, un moyen de communication recommandé par l'étiquette à l'époque de Shakespeare. La métaphore des saints et des péchés permet à Roméo de mettre à l'épreuve les sentiments de Juliette pour lui. Cette méthode est recommandée par Baldassare Castiglione, dont les œuvres étaient traduites en anglais à l'époque. Il indique que si un homme utilise une métaphore en guise d'invite, la femme peut prétendre ne pas l'avoir comprise, et il peut se retirer sans que son honneur ait été entaché. Juliette choisit cependant de participer à la métaphore et de la développer. Les métaphores religieuses sont à la mode dans la poésie de l'époque et davantage considérées comme romantiques que blasphématoires, le concept de sainteté étant associé à un catholicisme révolu. Plus loin dans la pièce, Shakespeare supprime les allusions plus audacieuses à la résurrection du Christ qui apparaissent dans le poème d'Arthur Brooke.
Plus tard, lors de la scène du balcon, Shakespeare laisse Roméo entendre le monologue de Juliette, alors que dans la version de Brooke, elle est seule à ce moment-là. L'introduction de Roméo dans la scène constitue une rupture par rapport au déroulement normal d'une romance : les femmes devaient se montrer modestes et timides pour s'assurer de la sincérité de leur soupirant. Briser cette règle permet d'accélérer l'intrigue : les deux amants s'épargnent ainsi une longue période de lamentations et peuvent parler ouvertement de leur relation, au point de prévoir leur mariage après ne s'être connus qu'une seule nuit. Le message de la scène finale est contradictoire : la doctrine catholique condamne les suicidés à l'enfer, alors que ceux qui meurent pour être auprès de leur bien-aimé(e) dans la « Religion de l'amour » les retrouvent au paradis. C'est cette deuxième vision qui semble prévaloir dans la pièce. En outre, bien que leur amour soit passionné, il n'est consommé qu'après le mariage, ce qui leur permet de ne pas s'aliéner la sympathie du public.
On peut affirmer que la pièce associe l'amour et le sexe à la mort. Tout au long de l'histoire, les personnages, notamment Roméo et Juliette, évoquent la mort comme une entité ténébreuse, souvent représentée comme un amant. Ainsi, lorsque Capulet découvre la mort (feinte) de Juliette, il décrit la mort comme ayant défloré sa fille (Acte IV, scène 5, v. 38-42). Plus tard, Juliette compare Roméo à la mort. Juste avant de se tuer, elle s'empare de la dague de Roméo et s'exclame : « O happy dagger! This is thy sheath. There rust, and let me die » (Acte V, scène 3, v. 169-170).

### Destin et hasard
« O, I am fortune's fool! »

— Roméo, Acte III, scène 1, v. 138.
Le rôle du destin dans la pièce est discuté : les personnages sont-ils vraiment condamnés à mourir ensemble, ou bien les événements ne sont-ils que le fruit d'une série de hasards malencontreux ? La description des amants comme « star-cross'd » semble indiquer que les étoiles ont prédéterminé leur futur. John W. Draper relie la croyance élisabéthaine dans la théorie des humeurs aux principaux personnages de la pièce (Tybalt comme bilieux, par exemple), une interprétation qui réduit la part de l'intrigue due à la chance par un public moderne. Néanmoins, pour d'autres, la pièce n'est qu'une série de hasard malencontreux, au point qu'ils ne la considèrent pas comme une tragédie, mais comme un mélodrame. Ruth Nevo estime que l'accent important mis sur la chance fait de Roméo et Juliette une « tragédie mineure », de coïncidences plutôt que de personnages. Par exemple, le défi lancé par Roméo à Tybalt n'est pas issu d'une impulsion : après la mort de Mercutio, il s'agit du cours naturel des événements. Pour Nevo, dans cette scène, Roméo est conscient du danger qu'il y a à ignorer les normes sociales et les obligations. Il fait le choix de tuer à cause des circonstances, pas d'une faute tragique.

### Dualité (lumière et ténèbres)
« O brawling love, O loving hate,
O any thing of nothing first create!
O heavy lightness, serious vanity,
Misshapen chaos of well-seeming forms,
Feather of lead, bright smoke, cold fire, sick health,
Still-waking sleep, that is not what it is! »

— Roméo, Acte I, scène 1, v. 167–171.
Shakespeare fait un usage abondant d'images liées à la lumière et aux ténèbres tout au long de la pièce. Caroline Spurgeon considère l'idée de lumière comme « un symbole de la beauté naturelle de l'amour de jeunesse », une interprétation reprise et développée par d'autres critiques,. Ainsi, Roméo et Juliette voient chacun l'autre comme une lumière au cœur des ténèbres. Roméo décrit Juliette comme semblable au soleil (Acte II, scène 2), plus brillante qu'un flambeau (Acte I, scène 5, v. 42), un joyau étincelant dans la nuit (Acte I, scène 5, v. 44-45), un ange resplendissant au milieu des nuages (Acte II, scène 2, v. 26-32). Même lorsqu'elle gît dans la tombe, apparemment morte, « her beauty makes / This vault a feasting presence full of light ». Juliette décrit Roméo comme « day in night » et « whiter than snow upon a raven's back » (Acte III, scène 2, v. 17-19). Ce contraste entre lumière et ténèbres est développé métaphoriquement dans les oppositions amour-haine ou jeunesse-vieillesse, créant parfois l'ironie. Par exemple, l'amour de Roméo et Juliette constitue une lumière au cœur des ténèbres de haine qui les entourent, mais ils sont toujours ensemble de nuit, dans les ténèbres, alors que les querelles et affrontements se déroulent au grand jour. Ce paradoxe développe le dilemme moral posé aux deux amants entre la loyauté à leurs familles et la loyauté à leur amour. À la fin de la pièce, la matinée est sinistre et le soleil reste caché par chagrin : lumière et ténèbres ont retrouvé leurs places naturelles, les ténèbres extérieures reflétant les ténèbres internes de la querelle familiale. Tous les personnages réalisent leur folie à la lumière des derniers événements, et les choses retrouvent leur ordre naturel grâce à l'amour de Roméo et Juliette. Le thème de la « lumière » est étroitement associé à celui du temps : la lumière est pour Shakespeare un moyen pratique d'exprimer le passage du temps à travers la description du soleil, de la lune et des étoiles.

### Le temps
« These times of woe afford no time to woo. »

— Pâris, acte III, scène 4, v. 8-9.
Le temps joue un rôle important dans le langage et l'intrigue de la pièce. Face aux dures réalités qui les entourent, Roméo et Juliette tentent tous deux de préserver un monde imaginaire où le temps ne s'écoule pas. Ainsi, quand Roméo jure par la lune de son amour pour Juliette, celle-ci proteste : « O swear not by the moon, th'inconstant moon, / That monthly changes in her circled orb, / Lest that thy love prove likewise variable » (Acte II, scène 2, v. 109-111). Dès le début, les amants sont décrits comme « star-cross'd », en référence à une croyance astrologique liée au temps selon laquelle les étoiles contrôleraient le destin des hommes ; au fil du temps, le mouvement des étoiles dans le ciel reflèterait le fil des vies humaines. Au début de la pièce, Roméo parle d'un pressentiment lié au mouvement des étoiles, et en apprenant la mort de Juliette, il proclame sa volonté de se libérer du joug des étoiles,.
Un autre thème central est le passage rapide du temps : là où le poème de Brooke s'étend sur neuf mois, Roméo et Juliette se déroule en l'espace de quatre à six jours. Selon G. Thomas Tanselle, le temps est « particulièrement important pour Shakespeare » dans cette pièce : le dramaturge parle de « temps court » pour les amants, par opposition au « temps long » associé à la « vieille génération », afin d'accentuer l'idée d'« une ruée vers le destin ». Roméo et Juliette luttent contre le temps pour que leur amour dure à jamais. Finalement, le seul moyen de vaincre le temps est la mort, qui les rend immortels à travers l'art.
Le temps est également lié aux concepts de lumière et d'obscurité. À l'époque de Shakespeare, les pièces de théâtre se jouaient souvent en plein jour, forçant le dramaturge à créer l'illusion du jour et de la nuit à travers ses vers : Shakespeare fait ainsi référence à la nuit et au jour, aux étoiles, à la lune et au soleil. Ses personnages font également référence de manière fréquente aux jours de la semaine et à des heures spécifiques pour que le public comprenne que du temps s'est écoulé. La pièce contient ainsi plus de 103 références au temps, qui participent à l'illusion de son écoulement.

## Critiques et interprétation

### Histoire critique
La plus ancienne critique connue de la pièce apparaît dans le journal de Samuel Pepys en 1662 : « c'est une pièce parmi les pires que j'aie entendues de ma vie ». Dix ans plus tard, le poète John Dryden salue la pièce et le personnage de Mercutio : « Shakespeare montra le meilleur de lui-même dans son Mercutio, et il dit lui-même, qu'il avait été forcé de le tuer dans le troisième Acte, pour ne pas être tué par lui ». Les critiques du XVIIIe siècle sont plus nombreuses, mais tout aussi divisées. L'éditeur Nicholas Rowe est le premier à s'interroger sur le thème de la pièce : selon lui, la juste punition des deux familles ennemies. L'écrivain Charles Gildon et le philosophe Lord Kames qualifient la pièce d'échec en ce qu'elle ne suit pas les règles classiques, selon lesquelles la tragédie doit survenir en raison d'un défaut d'un personnage, et non à cause d'un accident de la chance. En revanche, l'écrivain et critique Samuel Johnson la considère comme l'une des « plus plaisantes » pièces de Shakespeare.
Dans la seconde moitié du XVIIIe siècle et tout au long du XIXe siècle, les débats critiques s'intéressent en majeure partie au message moral de la pièce. L'adaptation de David Garrick (1748) fait disparaître Rosaline, car son abandon par Roméo est considéré comme une preuve d'inconstance et de témérité. Certains critiques, comme Charles Dibdin, affirment même que l'inclusion de Rosaline dans la pièce n'a d'autre but que de montrer l'inconstance du héros, source de sa fin tragique. Pour d'autres, les appels à la tempérance du Frère Laurent reflètent l'opinion de Shakespeare lui-même. Le XXe siècle voit la remise en question de ces arguments moraux : selon Richard Green Moulton, la mort des amants est due au hasard, pas à leurs défauts.

### Structure dramatique

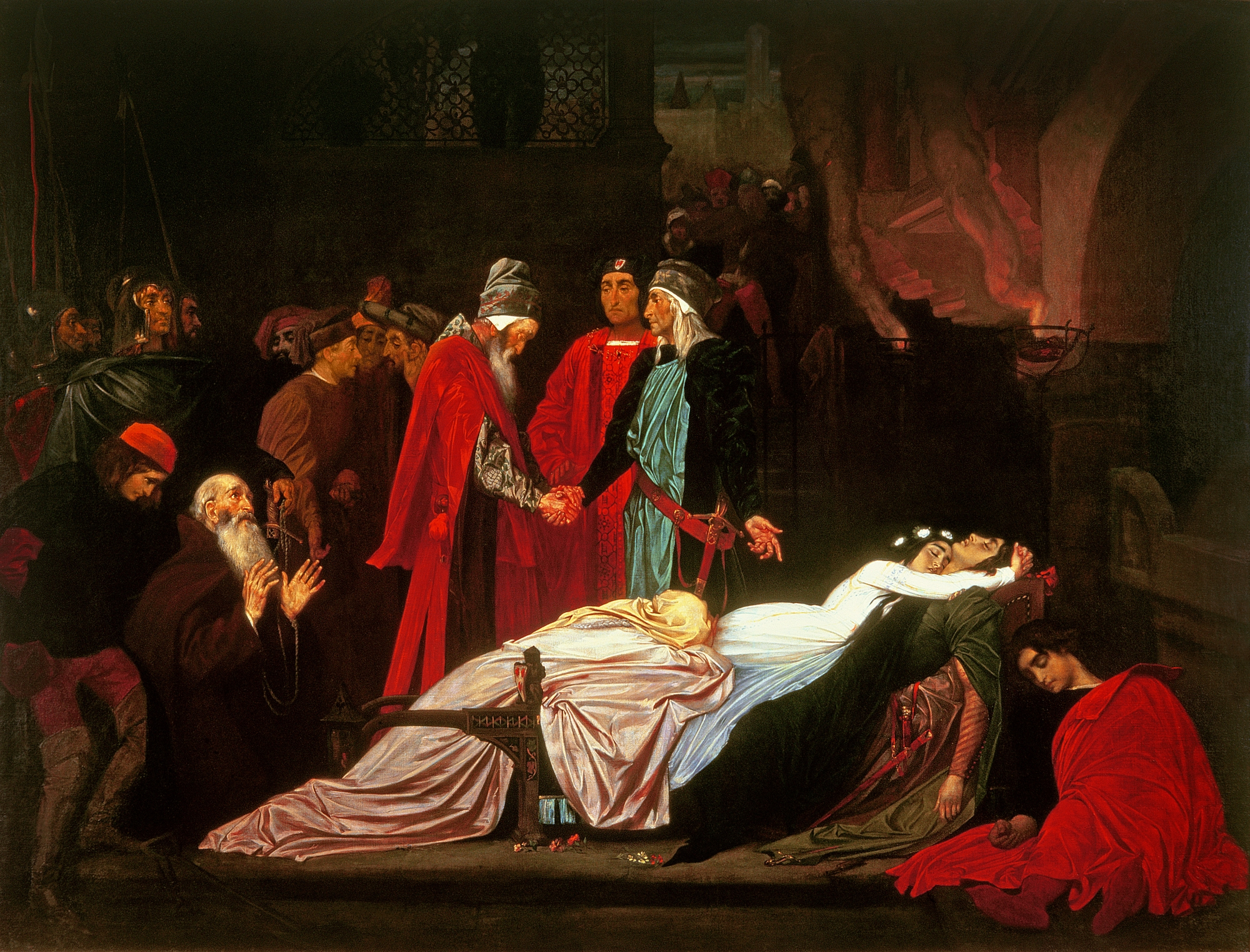
La Réconciliation des Montaigu et des Capulet devant les corps de Roméo et Juliette par Frederic Leighton (milieu du XIXe siècle).

Dans Roméo et Juliette, Shakespeare emploie plusieurs techniques dramatiques saluées par la critique, en particulier les passages brusques de la comédie à la tragédie, comme l'échange de plaisanteries entre Benvolio et Mercutio qui précède l'arrivée de Tybalt. Jusqu'à la mort de Mercutio dans l'Acte III, la pièce est en réalité largement une comédie. Sa mort accidentelle marque le passage à un ton tragique. Lorsque Roméo est banni plutôt qu'exécuté, et lorsque le frère Laurent propose un plan à Juliette pour qu'elle retrouve Roméo, le public peut encore croire à une fin heureuse, et ce jusqu'au début de la dernière scène : si Roméo est suffisamment retardé pour permettre au frère Laurent d'arriver, lui et Juliette peuvent encore être sauvés. Alterner ainsi espoir et désespoir rend la tragédie plus forte lorsque l'espoir final est déçu et que les deux amants meurent.
Shakespeare utilise les intrigues secondaires pour offrir un meilleur aperçu des actions des personnages principaux. Par exemple, au début de la pièce, Roméo est amoureux de Rosaline, qui a rejeté toutes ses avances. Cette amourette offre un contraste frappant avec son amour ultérieur pour Juliette, ce qui permet au public de saisir le sérieux de leur mariage. L'amour de Pâris pour Juliette permet également un contraste entre les sentiments de Juliette à son égard et à celui de Roméo. Le langage formel qu'elle emploie en présence de Pâris, ainsi que la façon dont elle parle de lui avec sa nourrice, montrent qu'elle penche clairement du côté de Roméo. La haine entre Capulet et Montaigu s'étend sur toute la pièce, offrant une atmosphère délétère qui est la principale responsable de sa fin tragique.

### Style
Shakespeare emploie diverses formes poétiques tout au long de la pièce. Elle débute avec un prologue de quatorze vers, dit par un Chœur, dont la forme est celle d'un sonnet. Cependant, l'essentiel de la pièce est en stricts pentamètres iambiques, avec moins de variation rythmique que dans la plupart des pièces ultérieures du dramaturge. Shakespeare associe également la forme au personnage qui l'emploie : ainsi, le Frère Laurent s'exprime par sermons et sententiae, tandis que la Nourrice emploie un vers particulier, proche de la langue de tous les jours. La forme correspond également aux émotions. Ainsi, quand Roméo parle de Rosaline au début de la pièce, il essaie de le faire en sonnet pétrarquien, forme souvent employée par un homme pour glorifier la beauté d'une femme inaccessible. Lady Capulet emploie cette même forme pour décrire Pâris à Juliette. Lorsque Roméo et Juliette se rencontrent, Shakespeare abandonne le sonnet pétrarquéen (une forme de plus en plus archaïque à l'époque) pour une forme de sonnet plus moderne. Enfin, lors de la scène du balcon, Roméo tente d'exprimer son amour sous la forme d'un sonnet, mais Juliette l'interrompt en disant : « Dost thou love me? » Ce faisant, elle cherche la véritable expression des sentiments plutôt qu'une exagération poétique. La pièce comprend également un épithalame (Juliette) et une élégie (Pâris). La prose est le plus souvent réservée aux gens du commun, bien que d'autres personnages l'emploient à l'occasion, comme Mercutio. L'humour est également important : Molly Mahood a dénombré au moins 175 plaisanteries et jeux de mots dans le texte, dont beaucoup sont de nature sexuelle, particulièrement ceux impliquant Mercutio et la Nourrice.

## Postérité

### Du vivant de Shakespeare

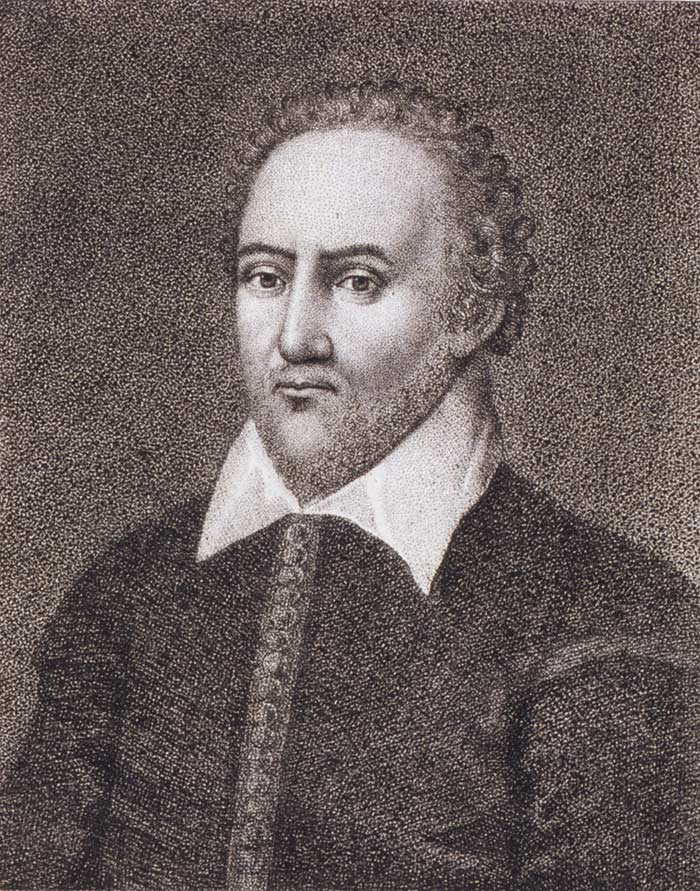
Richard Burbage est probablement le premier interprète du rôle de Roméo.

Avec Hamlet, Roméo et Juliette est l'une des pièces les plus jouées de Shakespeare, et ses nombreuses adaptations en ont fait l'une de ses histoires les plus connues. Elle est déjà très populaire du vivant même de son auteur. Selon Gary Taylor, Roméo et Juliette est sa sixième pièce la plus populaire durant la période séparant les morts de Christopher Marlowe et Thomas Kyd et le succès de Ben Jonson, soit la période durant laquelle Shakespeare est le dramaturge le plus fameux de Londres. La date de la première représentation est inconnue. Le Premier Quarto, imprimé en 1597, affirme qu'elle a déjà été jouée (« it hath been often (and with great applause) plaid publiquely »), ce qui situe la première représentation avant cette date. La première compagnie théâtrale à la jouer est probablement celle des Lord Chamberlain's Men : outre ses liens importants avec Shakespeare, une erreur dans le Second Quarto voit le nom de Pierre remplacé par celui de Will Kemp, l'un des acteurs de cette compagnie. Le premier interprète de Roméo est probablement Richard Burbage, l'acteur principal de la compagnie, et celui de Juliette le jeune garçon Robert Goffe. La première a probablement eu lieu au Theatre, et d'autres représentations au Curtain. Roméo et Juliette est l'une des premières pièces de Shakespeare à avoir été jouée hors d'Angleterre : une version abrégée et simplifiée est jouée à Nördlingen en 1604.

### Sous la Restauration et auXVIIIesiècle
Le 6 septembre 1642, tous les théâtres d'Angleterre sont fermés par le gouvernement puritain. Au moment de la Restauration, en 1660, deux compagnies sont formées, la King's Company et la Duke's Company, qui se divisent le répertoire théâtral existant.

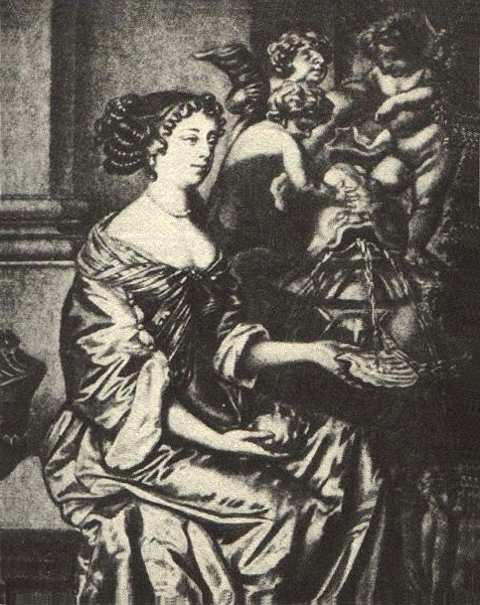
Mary Saunderson est probablement la première actrice professionnelle à interpréter Juliette.

En 1662, William Davenant, de la Duke's Company, monte une adaptation théâtrale avec Henry Harris dans le rôle de Roméo, Thomas Betterton dans celui de Mercutio et Mary Saunderson, la femme de Betterton, dans celui de Juliette. Elle est probablement la première femme à jouer ce rôle professionnellement. Une autre version est jouée régulièrement par la Duke's Company : une tragicomédie de James Howard dans laquelle les deux amants survivent.
The History and Fall of Caius Marius, de Thomas Otway, connaît sa première interprétation en 1680. Il s'agit d'une des adaptations les plus radicales de Shakespeare : l'intrigue est déplacée de la Vérone de la Renaissance à la Rome antique, Roméo est Marius, Juliette est Lavinia, et le conflit oppose patriciens et plébéiens ; à la fin, Juliette/Lavinia s'éveille avant que Roméo/Marius ne meure. La version d'Otway rencontre un grand succès : elle est jouée durant les soixante-dix années qui suivent. Sa version de la scène finale connaît une longévité encore supérieure, étant reprise par diverses adaptations pendant deux siècles, comme celles de Theophilus Cibber (1744) et de David Garrick (1748). Ces versions suppriment également des éléments jugés inappropriés : par exemple, dans la version de Garrick, toutes les descriptions de Rosaline sont transférées à Juliette, pour accentuer le thème de la fidélité et atténuer celui du coup de foudre. En 1750 débute une « bataille des Roméos » : l'adaptation de Theophilus Cibber est jouée à Covent Garden, avec Spranger Barry et Susannah Maria Arne (l'épouse de Cibber) dans les rôles principaux, tandis que David Garrick et George Anne Bellamy interprètent la version de Garrick à Drury Lane.
La première production américaine connue est amateur : le 23 mars 1730, un pharmacien du nom de Joachimus Bertrand place une publicité dans la Gazette de New York pour une représentation dans laquelle il interprète l'apothicaire. Les premières représentations professionnelles en Amérique du Nord sont le fait de la Hallam Company.

### AuXIXesiècle
La version de la pièce amendée par Garrick connaît un grand succès, et reste jouée pendant près d'un siècle. Ce n'est qu'en 1845 que l'original de Shakespeare est à nouveau joué, aux États-Unis, avec les sœurs Susan et Charlotte Cushman dans les rôles de Juliette et Roméo, puis en 1847 au Royaume-Uni avec Samuel Phelps au Sadler's Wells Theatre. Cushman adhère à la version de Shakespeare, entamant une série de quatre-vingt-quatre performances. Son interprétation de Roméo est considérée comme exceptionnelle par de nombreux spectateurs, comme l'écrit The Times : « Roméo a longtemps été convenu. Celui de Miss Cushman est créatif, un être humain vivant, animé, ardent ». La reine Victoria écrit dans son journal que « nul n'aurait pu imaginer qu'il s'agissait d'une femme ». Le succès de Cushman met un terme à la tradition garrickienne et pave le chemin à des représentations ultérieures qui retournent au texte original.
Les représentations professionnelles de Shakespeare au XIXe siècle présentent deux particularités. Tout d'abord, elles sont généralement centrées autour des personnages principaux, et les rôles secondaires sont marginalisés, voire supprimés. Elles sont également « pictoriales » : l'action prend place dans des décors spectaculaires et élaborés (nécessitant souvent de longues pauses entre les scènes), avec un usage fréquent de tableaux vivants. La mise en scène de Henry Irving au Lyceum Theatre de Londres (1895), avec lui-même dans le rôle de Roméo et Ellen Terry dans celui de Juliette, est considérée comme l'archétype du style pictorial. En 1895, Johnston Forbes-Robertson remplace Irving et prépare le terrain à des interprétations plus naturelles de Shakespeare, encore populaires à ce jour. Il abandonne le luxe d'Irving et propose un Roméo plus prosaïque, exprimant les dialogues poétiques comme de la prose réaliste et évitant l'emphase mélodramatique.
Les acteurs américains commencent à rivaliser avec leurs collègues britanniques. Le 3 février 1869, Edwin Booth (frère de John Wilkes Booth) et Mary McVicker (la future femme d'Edwin) font leurs débuts dans les rôles de Roméo et Juliette au somptueux Booth's Theatre, doté d'une machinerie scénique à l'européenne et d'un système d'air conditionné alors unique dans tout New York. Selon certains, il s'agit d'une des productions les plus recherchées de Roméo et Juliette jamais vues aux États-Unis ; il s'agit certainement de la plus populaire, avec une durée de six semaines et des bénéfices s'élevant à plus de 60 000 £.
La première représentation professionnelle de la pièce au Japon est peut-être celle de la compagnie de George Crichton Miln, qui s'arrête à Yokohama en 1890. Roméo et Juliette a été la pièce la plus populaire de Shakespeare au XIXe siècle quant au nombre de représentations professionnelles ; elle passe au deuxième rang au XXe siècle, derrière Hamlet.

### AuXXesiècle
En 1924, Jean Cocteau adapte le drame shakespearien, le resserre, selon sa conception de l'adaptation des pièces du passé à l'époque moderne : ne garder que les reliefs, les sommets et pointes du texte d'origine, pour qu'en résulte "une carcasse, une charpente de chef-d’œuvre ..." (Jean Cocteau, Parade sur l'écran pour Roméo et Juliette, Comoedia, 2 juin 1924). La pièce est créée, à Paris, le 2 juin 1924, au théâtre de La Cigale.
En 1933, l'actrice Katharine Cornell et son mari, le metteur en scène Guthrie McClintic, remettent la pièce au goût du jour. Ils parcourent les États-Unis sept mois durant et rencontrent un succès modeste avec des acteurs comme Orson Welles, Brian Aherne et Basil Rathbone. À leur retour à New York, Cornell et McClintic révisent le texte et rétablissent la quasi-totalité du texte original, y compris le Prologue. Leur nouvelle mise en scène débute en décembre 1934, avec Ralph Richardson dans le rôle de Mercutio et Maurice Evans dans celui de Roméo. La critique salue particulièrement la performance de Cornell dans le rôle de Juliette.

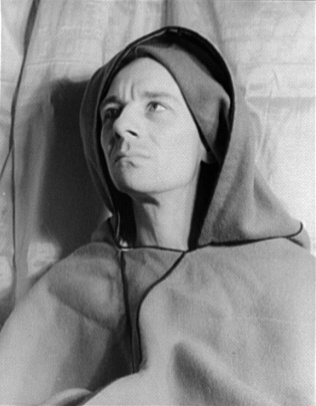
L'acteur John Gielgud a interprété Roméo, Mercutio et frère Laurent.

En 1935, la mise en scène du New Theatre de John Gielgud a pour acteurs principaux Gielgud et Laurence Olivier dans les rôles de Roméo et Mercutio (ils échangent leurs rôles après six semaines), et Peggy Ashcroft dans celui de Juliette. Cette mise en scène mêle les textes Q1 et Q2, et les costumes et accessoires cherchent à s'approcher autant que possible de l'ère élisabéthaine. Elle rencontre un grand succès commercial, et sa recherche de réalisme historique inspire de nombreuses mises en scène ultérieures.
En 1947, Peter Brook inaugure une autre vision de Roméo et Juliette : il cherche moins la vraisemblance historique qu'une façon de rapprocher la pièce du monde moderne. Il rejette la réconciliation finale des deux familles de sa mise en scène
Sous l'influence du cinéma, le public accepte de moins en moins facilement des acteurs trop âgés pour les rôles principaux. Une distribution particulièrement jeune est celle de Franco Zeffirelli pour sa mise en scène à l'Old Vic en 1960, avec John Stride et Judi Dench, qui servira de base à son film de 1968.
Les mises en scène récentes choisissent souvent d'inscrire l'intrigue dans le monde moderne. En 1986, la Royal Shakespeare Company la situe dans la Vérone actuelle : les crans d'arrêt remplacent les épées et Roméo se suicide par injection hypodermique.
La pièce est parfois inscrite dans un contexte différent afin de faire réfléchir le public sur les conflits sous-jacents. Ainsi, l'histoire a été située au cœur du conflit israélo-palestinien, en Afrique du Sud à l'époque de l'apartheid, ou peu après la révolte des Pueblos. De la même façon, l'adaptation comique de Peter Ustinov Romanoff et Juliette (1956) prend place dans un pays imaginaire d'Europe centrale pendant la guerre froide. Une parodie de reconstruction victorienne de la scène finale de Roméo et Juliette est au cœur de la pièce The Life and Adventures of Nicholas Nickleby (1980).
Aux XIXe siècle et XXe siècle, Roméo et Juliette a souvent été la pièce de Shakespeare choisie pour la première d'une compagnie de théâtre classique, par exemple la compagnie reformée de l'Old Vic avec John Gielgud, Martita Hunt et Margaret Webster en 1929 ou la Riverside Shakespeare Company en 1977.

### AuXXIesiècle
Roméo et Juliette est réadapté en décembre 2015 par la Comédie-Française, et mise en scène par Éric Ruf. Elle n’y avait pas été donnée depuis 1954. Cette mise en scène est filmée.

## Adaptations

### Musique
Il existe au moins vingt-cinq opéras inspirés de Roméo et Juliette. Le premier, Romeo und Julie (1776), est un singspiel de Georg Benda ; il coupe une bonne partie de l'action et la plupart des personnages, et s'achève sur une fin heureuse. En 1796, Nicola Antonio Zingarelli compose une version intitulée Giulietta e Romeo, dans laquelle l'intrigue, bien que remaniée, conserve sa fin tragique. Le rôle de Romeo est créé par le castrat Crescentini, et jusqu'aux années 1830, il sera l'un des favoris de Maria Malibran. En 2016, Franco Fagioli est le premier interprète masculin du rôle de Romeo. Le plus connu est le Roméo et Juliette (1867) de Charles Gounod, sur un livret de Jules Barbier et Michel Carré. Il rencontre un succès triomphal à sa création et reste fréquemment joué. I Capuleti e i Montecchi de Vincenzo Bellini (livret de Felice Romani) est également interprété de temps à autre ; plutôt qu'une adaptation directe de Shakespeare, il s'inspire de sources italiennes, notamment du livret de Romani pour un opéra de Nicola Vaccai.
La symphonie dramatique Roméo et Juliette, d'Hector Berlioz, est jouée pour la première fois en 1839. Piotr Ilitch Tchaïkovski compose en 1869 son poème symphonique Roméo et Juliette, révisé en 1870 et en 1880 ; il contient notamment une mélodie reprise durant la scène du bal, celle du balcon, dans la chambre de Juliette et dans le tombeau. Cette technique a été reprise dans d'autres adaptations : le thème composé par Nino Rota est utilisé d'une façon similaire dans le film de 1968 (musique : Nino Rota ; Voix : Glen Weston), de même que la chanson de Des'ree composée par Craig Armstrong sous le titre Kissing You dans le film de 1996. La pièce a inspiré d'autres compositeurs classiques, parmi lesquels Johan Svendsen (Romeo og Julie, 1876), Frederick Delius (A Village Romeo and Juliet, 1899-1901) et Wilhelm Stenhammar (Romeo och Julia, 1922).
Le plus célèbre des ballets inspirés de la pièce est le Roméo et Juliette de Sergueï Prokofiev. Il est refusé par le Ballet Kirov, qui l'avait commandé, lorsque Prokofiev tente d'y introduire une fin heureuse, puis en raison du caractère expérimental de sa musique. Ce ballet a par la suite acquis une réputation prodigieuse. Il a été chorégraphié par John Cranko (1962) et Kenneth MacMillan (1965), entre autres. Roméo et Juliette est aussi un opéra inspiré par les personnages de la pièce, composé par le français Pascal Dusapin et créé en 1988.
Roméo et Juliette a inspiré plusieurs œuvres de jazz, parmi lesquelles la chanson Fever de Peggy Lee. L'album de Duke Ellington Such Sweet Thunder (1957) contient une pièce intitulée The Star-Crossed Lovers, dans laquelle le couple est représenté par deux saxophones, un ténor et un alto ; loin d'être traités à égalité, le saxophone de Juliette domine clairement la composition. Dans la musique populaire, la pièce a inspiré des chansons aux The Supremes, à Bruce Springsteen, Taylor Swift, Tom Waits, Lou Reed et plus récemment à Fink ainsi qu'à Dire Straits, dont la chanson Romeo and Juliet est sans doute la plus connue du lot.
La plus célèbre des comédies musicales adaptées de la pièce est West Side Story, avec une musique de Leonard Bernstein et des paroles de Stephen Sondheim. Lancée à Broadway en 1957 et dans le West End en 1958, elle fait l'objet d'une adaptation au cinéma en 1961. Le cadre de l'intrigue est déplacé dans à New York au XXe siècle, et les familles ennemies sont remplacées par des gangs ethniques. D'autres comédies musicales reprennent la pièce : William Shakespeare's Romeo and Juliet de Terrence Mann, coécrit avec Jerome Korman (1999), Roméo et Juliette, de la haine à l'amour de Gérard Presgurvic (2001) ou Giulietta e Romeo de Richard Cocciante (2007).

### Cinéma et télévision
Roméo et Juliette est peut-être la pièce de théâtre qui a connu le plus d'adaptations au cinéma. Parmi celles-ci, les plus célèbres sont le film de George Cukor, sorti en 1936 et nommé pour plusieurs Oscars, celui de Franco Zeffirelli, sorti en 1968, et le Roméo + Juliette de Baz Luhrmann, sorti en 1996. Les films de Zeffirelli et de Luhrmann sont, au moment de leur sortie, les adaptations les plus lucratives de Shakespeare jamais filmées.
Les personnages de Roméo et Juliette apparaissent pour la première fois au cinéma dans Le Diable géant ou le Miracle de la madonne de Georges Méliès en 1901, mais le film est aujourd'hui perdu. La première adaptation de la pièce au cinéma est un film muet réalisé par Mario Caserini en 1908,. Les personnages parlent pour la première fois à l'écran en 1929, dans Hollywood chante et danse : John Gilbert y récite la scène du balcon aux côtés de Norma Shearer.
Norma Shearer reprend le rôle de Juliette dans le film réalisé pour la MGM par George Cukor en 1936, avec Leslie Howard dans le rôle de Roméo ; à eux deux, les acteurs principaux ont plus de 75 ans. Ni le public, ni la critique ne font preuve d'enthousiasme, les spectateurs trouvant le film trop « arty ». Cet échec, qui succède à celui du Songe d'une nuit d'été de la Warner l'année précédente, entraîne l'abandon de toute adaptation de Shakespeare pour plus de dix ans.
En 1954, Renato Castellani remporte le Lion d'or de la Mostra de Venise pour son Roméo et Juliette. Son Roméo, Laurence Harvey, est un acteur expérimenté, tandis que sa Juliette, Susan Shentall, est une étudiante repérée dans un pub de Londres, choisie pour le rôle pour son apparence physique uniquement.
Stephen Orgel décrit le film de Franco Zeffirelli comme « rempli de belles jeunes gens, dont l'énergie sexuelle et la beauté sont rehaussées de la meilleure façon possible par la caméra et les couleurs luxuriantes ». Les acteurs principaux, Leonard Whiting et Olivia Hussey, sont des adolescents inexpérimentés, mais ils jouent leurs rôles avec maturité. Une scène de nu suscite la controverse, car ces deux acteurs ne sont pas alors majeurs.
Roméo + Juliette de Baz Luhrmann, sorti en 1996, est directement adressé à la « génération MTV », qui a le même âge que les protagonistes, interprétés par Leonardo DiCaprio et Claire Danes. Plus sombre que le film de Zeffirelli, Roméo + Juliette a pour cadre « la société grossière, violente et superficielle » de Verona Beach et Sycamore Grove.
D'autres adaptations de Roméo et Juliette s'éloignent volontiers du matériau d'origine. En 1960, la pièce parodique de Peter Ustinov Romanoff and Juliet, qui a pour cadre la guerre froide, est adaptée au cinéma (Romanoff et Juliette), et l'année suivante, c'est au tour de la comédie musicale West Side Story, située dans le contexte d'une guerre des gangs à New York. Ce même schéma narratif a été par la suite repris par Abel Ferrara dans son China Girl, sorti en 1987. En 2007, sort l'anime Romeo x Juliet, produit par Gonzo et Sky Perfect Well Think, qui contient des références à d'autres pièces de Shakespeare. La série est disponible en streaming légal et gratuit grâce au diffuseur Black Box.
Plusieurs films présentent Shakespeare durant la rédaction de la pièce. Parmi ceux-là, l'un des plus connus est Shakespeare in Love, réalisé par John Madden et sorti en salles en 1998, dans lequel la vie amoureuse du dramaturge fait écho à celle de ses personnages. Aussi le film Rome & Jewel, une adaptation d'un Roméo et Juliette interracial, basé sur cette même pièce, avec Nate Parker et Lindsey Haun. On citera enfin Private Romeo, un Roméo et Juliette gay.
En 2006, le film A House Divided relate un amour interdit, de la même manière que Roméo et Juliette, dans le contexte israélo-arabe. Romeo, appelé ici Romi, est un juif américain, alors que Juliette, Joleh, est une musulmane palestinienne. Ils sont interprétés par Linda Hardy et Eion Bailey. En 2019, David Serero joue à New York son adaptation de Romeo et Juliette qu'il situe dans une famille juive à Jerusalem (l'une des familles est Séfarade et l'autre est Ashkenaze) le tout entrecoupé de mélodies Ladinos et Yiddish.

### Bande dessinée
Roméo et Juliette a inspiré Enki Bilal pour sa bande dessinée Julia et Roem.
Une adaptation en manga, dessinée par Yumiko Igarashi, a été publiée en 1995 au Japon. Le manga a été publié avec la pièce de théâtre complète aux éditions Isan manga le 21 février 2013. Le tome 12 de la série Jeremiah, par Hermann, porte le titre Julius et Roméa.

#### Éditions de la pièce
- (en) Brian Gibbons (éd.), Romeo and Juliet, The Arden Shakespeare Second Series, Thomson Learning, 1980  (ISBN 978-1-903436-41-7)
- (en) Jill Levenson (éd.), Romeo and Juliet, The Oxford Shakespeare, Oxford University Press, 2000  (ISBN 0-19-281496-6)
- (en) T. J. B. Spencer (éd.), Romeo and Juliet, The New Penguin Shakespeare, Penguin, 1967  (ISBN 978-0-14-070701-4)
- William Shakespeare (trad. François Laroque, Jean-Pierre Villquin, préf. François Laroque), Roméo et Juliette [« Romeo and Juliet »], vol. 21016, Paris, Librairie Générale Française, coll. « Le Livre de Poche / Le Théâtre de Poche », 2005 (réimpr. 2008), 187 p., broché (ISBN 978-2-253-08210-1)Traduction française récente de Roméo et Juliette par deux universitaires spécialistes de la littérature élisabéthaine.